# Хорошавіно
Хороша́віно (рос. Хорошавино, марій. Хорошавино) — присілок у складі Оршанського району Марій Ел, Росія. Входить до складу Марковського сільського поселення.

## Населення
Населення — 42 особи (2010; 46 у 2002).
Національний склад (станом на 2002 рік):
- росіяни — 96 %